# Stanisław Kazimierczyk

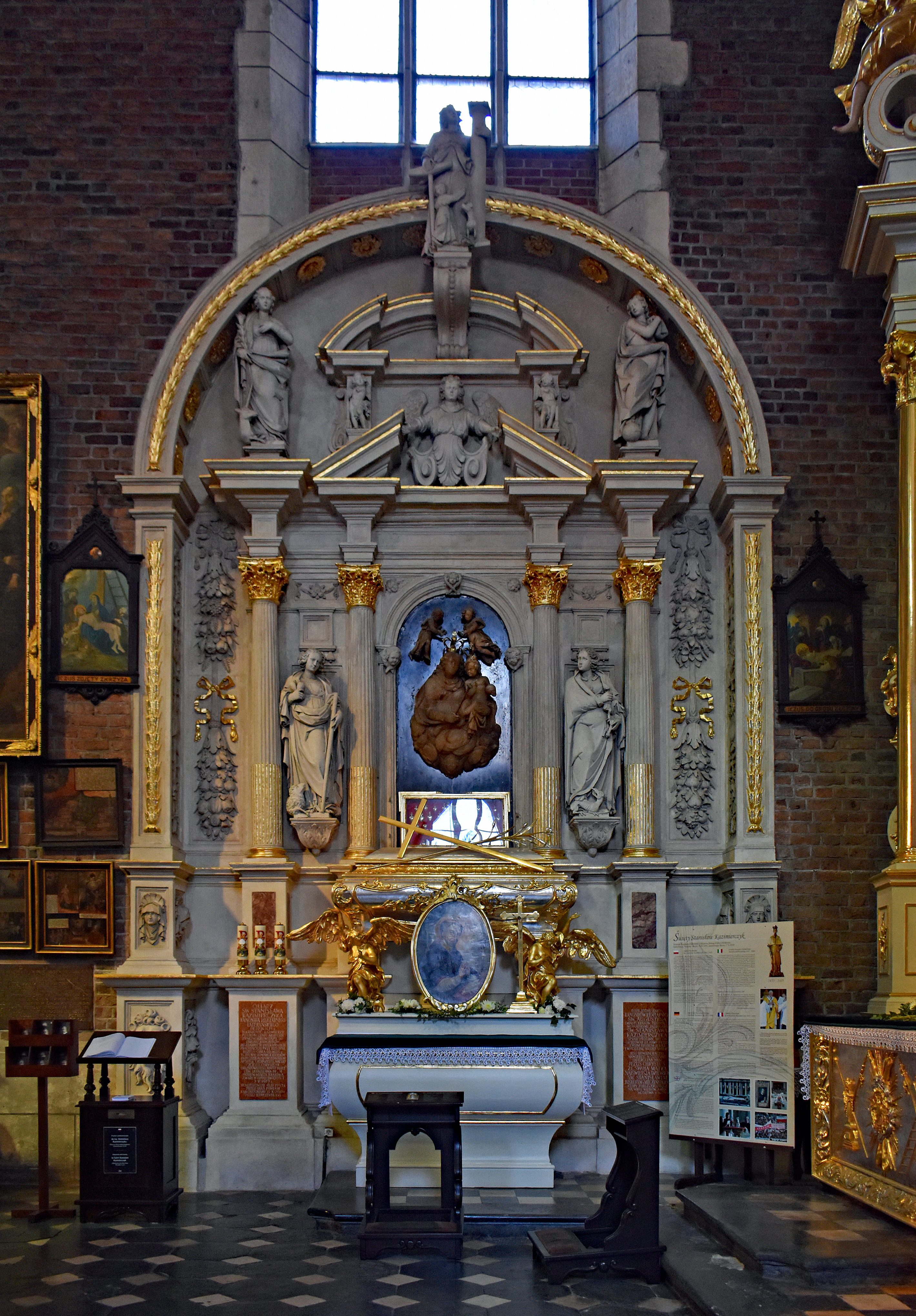
Konfesja św. Stanisława Kazimierczyka w Kościele Bożego Ciała w Krakowie.

Stanisław Kazimierczyk (właściwie Stanisław Sołtys, Stanisław zwany Kazimierczykiem, Stanisław Kaźmierczyk; ur. 27 września 1433 w Kazimierzu, zm. 3 maja 1489 tamże) – polski duchowny katolicki, prezbiter, kanonik laterański, kaznodzieja i duszpasterz krakowski, święty Kościoła katolickiego.

## Życiorys

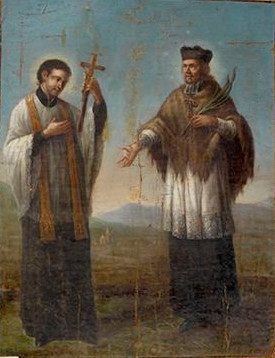
Dziewiętnastowieczne przedstawienie świętego Stanisława wraz ze św. Janem Nepomucenem

Według autora najstarszego żywota, spisanego w 1609 r. był synem rajcy Kazimierza, Macieja zwanego Sołtysem (Scoltetus) i Jadwigi. Po ukończeniu szkoły parafialnej przy kościele Bożego Ciała w Krakowie kontynuował naukę na Akademii Krakowskiej. Wstąpił do zakonu kanoników regularnych laterańskich, a po uzyskaniu święceń kapłańskich (1456) pełnił funkcję kaznodziei, mistrza nowicjatu, przeora i spowiednika w kościele Bożego Ciała. Stopień bakałarza uzyskał w 1461. Według późniejszych hagiografów w 1466 uzyskał stopień magistra z filozofii, a w 1467 z teologii.

Apostolat Stanisław realizował jako kaznodzieja. Wygłaszał kazania w języku polskim i niemieckim, które potem zostały połączone w zbiory, podnosząc w nich znaczenie pełnego uczestnictwa we Mszy świętej, o Eucharystii i Matce Bożej.

Ty, który słuchasz Mszy świętej i wychodzisz przed jej zakończeniem nie otrzymasz żadnej nagrody, gdyż ważność obowiązku wysłuchania Mszy świętej stwierdza się na końcu.

Jego postawa budziła u wiernych zaufanie zwracali się więc do niego o rady i pomoc ludzie wszystkich stanów. Troszczył się o ubogich, chorych, współbraci kanoników z klasztoru. Żył wierny duchowi reguły św. Augustyna. Jeden z hagiografów napisał: „Mową swoją łagodną i słodkim językiem bojaźń Bożą wmawiał z wielkim pożytkiem”, jednak nie zawsze „był pochlebny, ale śmiele w pospolitości grzechy ludzkie ganił”.
Do dziś zachował się rękopis Sermones de tempore et de sanctis, inny rękopis (Postilla beati Stanislai Casimiritani canonici ad ecclesiam Santcissimi Corporis Christi penes Cracoviam XV <<saec.>>) - uległ zniszczeniu w 1945.
Jak podają przekazy zmarł w klasztorze w postawie klęczącej. Pochowany został na własną prośbę pod posadzką kościoła Bożego Ciała w Krakowie, a grób stał się miejscem kultu.
Do rozpowszechnienia kultu Stanisława przyczyniła się pamięć o jego stosunku do Eucharystii, modlitwy, pracy i wypełnianiem swoich obowiązków kapłańskich. Za życia cieszył się opinią świętego. Błogosławieństwu Stanisława, późniejszy król Jan I Olbracht przypisywał zwycięstwo nad Tatarami 8 września 1487 w bitwie pod Kopystrzyniem.
Stanisław zaraz po śmierci zaliczony został do grupy sześciu błogosławionych felicis saeculi Cracoviae, razem z Izajaszem Bonerem, św. Janem Kantym, św. Szymonem z Lipnicy, Michałem Giedroyciem i Świętosławem Milczącym. W kilka lat po śmierci zgromadzono spis 176 łask doznanych za jego wstawiennictwem i dokonano elewacji, przenosząc szczątki z prezbiterium kościoła nad posadzkę, a w 1632 do wystawionego sarkofagu. Był patronem Kazimierza, a relikwie Stanisława znajdowały się w wieży ratusza.
Dzieje, pośmiertne cuda i kult Stanisława były inspiracją dla malarzy m.in. Łukasza Porębskiego („Imago visionis Servi Dei”, 1619). W kościele Bożego Ciała znajduje się jego obraz, zwany Felix saeculum Cracoviae („Szczęśliwy wiek Krakowa”), na którym znajduje się wizerunek św. Kazimierczyka pośród wspomnianych świątobliwych mężów. Zachowały się też obrazy z XVI wieku, feretrony i obrazy wotywne.

## Beatyfikacja i kanonizacja
Zabiegi mające doprowadzić do beatyfikacji Stanisława rozpoczęto w 1767 r., a po odzyskaniu niepodległości podjął je ks. Augustyn Błachut. Po II wojnie światowej proces ten podjęto ponownie i w 1969 r. w czasie wizytacji parafii kanoników regularnych Bożego Ciała arcybiskup metropolita krakowski, kardynał Karol Wojtyła, przed ołtarzem Stanisława odprawił Mszę Świętą. 15 grudnia 1972 r. powołał on Komisję Historyczną, która zbierała dokumenty świadczące o świętości Stanisława. Kardynał Franciszek Macharski w 1986 r. wypowiedział się o legalności kultu oddawanego Stanisławowi Kazimierczykowi. 21 grudnia 1992 r. Jan Paweł II zaaprobował kult Stanisława.
18 kwietnia 1993 r. na Placu św. Piotra w Rzymie, papież Jan Paweł II beatyfikował Stanisława Kazimierczyka wraz z Marią Angelą Truszkowską założycielką Sióstr Felicjanek, dokonując potwierdzenia jego kultu, mówiąc o nim: 

Dla wielu był przewodnikiem na drogach życia duchowego.

19 grudnia 2009 r. papież Benedykt XVI podpisał dekret o cudzie za wstawiennictwem Stanisława Kazimierczyka, co umożliwiło jego kanonizację, która nastąpiła w Rzymie 17 października 2010 r.
Wspomnienie liturgiczne Stanisława Kazimierczyka obchodzone jest w Kościele katolickim w dzienną rocznicę śmierci (3 maja), a także 5 maja (w Polsce).